# Occhieppo Superiore
Occhieppo Superiore es una localidad y comune italiana de la provincia de Biella, región de Piamonte, con 2.881 habitantes.

## Evolución demográfica
| Gráfica de evolución demográfica de Occhieppo Superiore entre 1861 y 2001 |
|                                                                           |
| Fuente ISTAT - elaboración gráfica de Wikipedia                           |